# Conchita Martínez
Inmaculada Concepción Martínez Bernat (Montsó, Aragó, 16 d'abril de 1972), coneguda esportivament com a Conchita Martínez fou una destacada tennista aragonesa. Només aconseguí un títol de Grand Slam, el Torneig de Wimbledon (1994), i també fou finalista a l'Open d'Austràlia i al Roland Garros. La seva millor posició al rànquing individual fou el número 2 i també va guanyar tres medalles olímpiques de dobles femenins, dues d'argent i una de bronze.
Actualment realitza les funcions de directora del torneig Andalucia Tennis Experience celebrat anualment a Marbella.

## Torneigs del Grand Slam

### Individuals: 3 (1−2)
| Resultat  | Núm. | Any  | Campionat        | Oponent a la final  | Marcador      |
| --------- | ---- | ---- | ---------------- | ------------------- | ------------- |
| Campiona  | 1.   | 1994 | Wimbledon        | Martina Navrátilová | 6−4, 3−6, 6−3 |
| Finalista | 1.   | 1998 | Open d'Austràlia | Martina Hingis      | 6−3, 6−3      |
| Finalista | 2.   | 2000 | Roland Garros    | Mary Pierce         | 6−2, 7−5      |

### Dobles femenins: 2 (0−2)
| Resultat  | Núm. | Any  | Campionat         | Parella                 | Oponents a la final                 | Marcador |
| --------- | ---- | ---- | ----------------- | ----------------------- | ----------------------------------- | -------- |
| Finalista | 1.   | 1992 | Roland Garros     | Arantxa Sánchez Vicario | Gigi Fernández Natasha Zvereva      | 6−3, 6−2 |
| Finalista | 2.   | 2001 | Roland Garros (2) | Jelena Dokić            | Virginia Ruano Pascual Paola Suárez | 6−2, 6−1 |

## Jocs Olímpics

### Dobles
| Any  | Campionat                            | Parella                 | Oponents                                | Resultat      |
| ---- | ------------------------------------ | ----------------------- | --------------------------------------- | ------------- |
| 1992 | Jocs Olímpics, Barcelona, Catalunya  | Arantxa Sánchez Vicario | Gigi Fernández Mary Joe Fernández       | 7−5, 2−6, 6−2 |
| 1996 | Jocs Olímpics, Atlanta, Estats Units | Arantxa Sánchez Vicario | Manon Bollegraf Brenda Schultz-McCarthy | 6−1, 6−3      |
| 2004 | Jocs Olímpics, Atenes, Grècia        | Virginia Ruano Pascual  | Sun Tiantian Li Ting                    | 6−3, 6−3      |

## Carrera esportiva
Va esdevenir professional l'any 1988 amb setze anys. En la seva primera edició del Roland Garros va arribar a quarta ronda. L'any següent es va fer conèixer en guanyar a Gabriela Sabatini en la final del torneig de Tampa, i també es va endur dos títols més acabant la temporada en el número 7. Entre els 1990 i 1991 va aconseguir sis títols més. En els Jocs Olímpics d'Estiu de 1992 celebrats a Barcelona, Catalunya, fou finalista junt a Arantxa Sánchez Vicario en categoria de dobles femenins i van guanyar la medalla d'argent. Aquest any també van guanyar el títol de Roland Garros de dobles. El 1993 fou semifinalista a Wimbledon, primera tennista espanyola en aconseguir-ho des de Lilí de Álvarez l'any 1928, i també va guanyar l'Obert de Roma.
La seva fita més important en categoria individual la va aconseguir l'any 1994, quan es va coronar a Wimbledon superant a la veterana i especialista sobre la gespa de Wimbledon Martina Navrátilová. Fou el seu únic títol de Grand Slam en categoria individual però va esdevenir l'única tennista espanyola en guanyar aquest títol. L'any 1995 fou semifinalista en tots els quatre Grand Slams i va arribar al seu màxim en el rànquing individual, el número 2. L'any 1996 va guanyar l'Obert de Roma per quarta ocasió consecutiva i fent parella amb Arantxa Sánchez Vicario van participar en els Jocs Olímpics d'Estiu de 1996 d'Atlanta, Estats Units, i van guanyar la medalla de bronze. El 1998 va accedir a la final de l'Open d'Austràlia però la va derrotar Martina Hingis. El 2000 també va arribar a la final del Roland Garros però també fou vençuda per Mary Pierce. La darrera final de Grand Slam que va disputar fou novament el Roland Garros el 2003, on la va superar Kim Clijsters. L'any 2004 va aconseguir la seva tercera medalla olímpica en categoria de dobles femenins, junt a Virginia Ruano Pascual van aconseguir la medalla d'argent a Tennis als Jocs Olímpics d'estiu de 2004, Atenes, Grècia. L'any següent va guanyar el seu darrer títol individual a Pattaya. En el 2005 va accedir la Copa Masters en categoria de dobles, però no van poder aconseguir el títol. El 15 d'abril de 2006, amb 33 anys i 18 com a professional, va anunciar la seva retirada amb un palmarès de 33 títols individuals, més que qualsevol altre tennista espanyola, i 13 títols de dobles.
A partir de l'any 1988, Martínez va entrar a l'equip espanyol de Copa Federació i junt a la seva compatriota Arantxa Sánchez Vicario van formar una parella de primer nivell i gairebé imbatible durant uns anys. Conjuntament van aconseguir el primer títol de la Copa Federació per a Espanya l'any 1991 i posteriorment també van guanyar els títols els anys 1993, 1994, 1995 i 1998. Va disputar un total de 53 eliminatòries amb els resultats de 47-18 en partits individuals i 21-5 en dobles.
A Conchita Martínez se sol escollir com a exemple de jugadora amb un enorme potencial que no aconsegueix cobrir les expectatives que tenia inicialment. Cap dels entrenadors que va tenir durant la seva carrera va dubtar en definir-la com una virtual número 1 mundial. Exemples de la seva qualitat foren que va guanyar torneigs en totes les superfícies, va guanyar 71 partits durant una sola temporada (1993), i fou la primera tennista a guanyar per un doble 6-0 a una altra tennista del Top 10 mundial.

## Palmarès

### Individual: 55 (33−22)
| Llegenda                     |
| ---------------------------- |
| Grand Slam (1−2)             |
| WTA Tour Championships (0−0) |
| Tier I (9−5)                 |
| Tier II (7−9)                |
| Tier III (5−4)               |
| Tier IV (9−2)                |
| Tier V (2−0)                 |

| Títols per superfície |
| --------------------- |
| Dura (11−10)          |
| Gespa (1−1)           |
| Terra batuda (19−9)   |
| Moqueta (2−2)         |

| Resultat   | Núm. | Data                   | Torneig                         | Superfície   | Oponent en la final       | Marcador           |
| ---------- | ---- | ---------------------- | ------------------------------- | ------------ | ------------------------- | ------------------ |
| Guanyadora | 1.   | 8 d'agost de 1988      | Sofia, Bulgària                 | Dura (i)     | Barbara Paulus            | 6−1, 6−2           |
| Guanyadora | 2.   | 6 de febrer de 1989    | Wellington, Nova Zelanda        | Dura         | Jo-Anne Faull             | 6−1, 6−2           |
| Guanyadora | 3.   | 17 d'abril de 1989     | Tampa, Estats Units             | Terra batuda | Gabriela Sabatini         | 6−3, 6−2           |
| Finalista  | 1.   | 28 de maig de 1989     | Ginebra, Suïssa                 | Terra batuda | Manuela Maleeva-Fragniere | 4−6, 0−6           |
| Guanyadora | 4.   | 11 de setembre de 1989 | Phoenix, Estats Units           | Dura         | Elise Burgin              | 3−6, 6−4, 6−2      |
| Finalista  | 2.   | 22 d'octubre de 1989   | Baiona, França                  | Dura (i)     | Katerina Maleeva          | 2−6, 2−6           |
| Guanyadora | 5.   | 17 de setembre de 1990 | París, França                   | Terra batuda | Patricia Tarabini         | 7−5, 6−3           |
| Guanyadora | 6.   | 15 d'octubre de 1990   | Scottsdale (2)                  | Dura         | Marianne Werdel           | 7−5, 6−1           |
| Guanyadora | 7.   | 5 de novembre de 1990  | Indianapolis, Estats Units      | Dura (i)     | Leila Meskhi              | 6−4, 6−2           |
| Guanyadora | 8.   | 22 d'abril de 1991     | Barcelona, Espanya              | Terra batuda | Manuela Maleeva-Fragniere | 6−4, 6−1           |
| Guanyadora | 9.   | 15 de juliol de 1991   | Kitzbühel, Àustria              | Terra batuda | Judith Wiesner            | 6−1, 2−6, 6−3      |
| Guanyadora | 10.  | 16 de setembre de 1991 | París (2)                       | Terra batuda | Inés Gorrochategui        | 6−0, 6−3           |
| Finalista  | 3.   | 1 de març de 1992      | Indian Wells, Estats Units      | Dura         | Monica Seles              | 3−6, 1−6           |
| Finalista  | 4.   | 8 de març de 1992      | Boca Raton, Estats Units        | Dura         | Steffi Graf               | 6−3, 2−6, 0−6      |
| Finalista  | 5.   | 30 de març de 1992     | Hilton Head, Estats Units       | Terra batuda | Gabriela Sabatini         | 1−6, 4−6           |
| Guanyadora | 11.  | 6 de juliol de 1992    | Kitzbühel (2)                   | Terra batuda | Manuela Maleeva-Fragniere | 6−0, 3−6, 6−2      |
| Finalista  | 6.   | 24 d'agost de 1992     | San Diego, Estats Units         | Dura         | Jennifer Capriati         | 3−6, 2−6           |
| Guanyadora | 12.  | 4 de gener de 1993     | Brisbane, Austràlia             | Dura         | Magdalena Maleeva         | 6−3, 6−4           |
| Finalista  | 7.   | 28 de febrer de 1993   | Linz, Àustria                   | Moqueta      | Manuela Maleeva-Fragniere | 2−6, 0−1, retirada |
| Guanyadora | 13.  | 22 de març de 1993     | Houston, Estats Units           | Terra batuda | Sabine Hack               | 6−3, 6−2           |
| Finalista  | 8.   | 19 d'abril de 1993     | Barcelona                       | Terra batuda | Arantxa Sánchez Vicario   | 1−6, 4−6           |
| Guanyadora | 14.  | 3 de maig de 1993      | Roma, Itàlia                    | Terra batuda | Gabriela Sabatini         | 7−5, 6−1           |
| Guanyadora | 15.  | 26 de juliol de 1993   | Stratton Mountain, Estats Units | Dura         | Zina Garrison             | 6−3, 6−2           |
| Finalista  | 9.   | 31 d'octubre de 1993   | Essen, Alemanya                 | Moqueta      | Natalia Medvedeva         | 7−6(4), 5−7, 4−6   |
| Guanyadora | 16.  | 8 de novembre de 1993  | Filadèlfia, Estats Units        | Moqueta      | Steffi Graf               | 6−3, 6−3           |
| Guanyadora | 17.  | 28 de març de 1994     | Hilton Head, Estats Units       | Terra batuda | Natasha Zvereva           | 6−4, 6−0           |
| Guanyadora | 18.  | 2 de maig de 1994      | Roma (2)                        | Terra batuda | Martina Navrátilová       | 7−6(4), 6−4        |
| Guanyadora | 19.  | 20 de juny de 1994     | Wimbledon, Regne Unit           | Gespa        | Martina Navrátilová       | 6−4, 3−6, 6−3      |
| Guanyadora | 20.  | 31 de juliol de 1994   | Stratton Mountain (2)           | Dura         | Arantxa Sánchez Vicario   | 4−6, 6−3, 6−4      |
| Finalista  | 10.  | 12 de març de 1995     | Delray Beach, Estats Units      | Dura         | Steffi Graf               | 4−6, 2−6           |
| Guanyadora | 21.  | 27 de març de 1995     | Hilton Head (2)                 | Terra batuda | Magdalena Maleeva         | 6−1, 6−1           |
| Guanyadora | 22.  | 3 d'abril de 1995      | Amelia Island, Estats Units     | Terra batuda | Gabriela Sabatini         | 6−1, 6−4           |
| Guanyadora | 23.  | 1 de maig de 1995      | Hamburg, Alemanya               | Terra batuda | Martina Hingis            | 6−1, 6−0           |
| Guanyadora | 24.  | 8 de maig de 1995      | Roma (3)                        | Terra batuda | Arantxa Sánchez Vicario   | 6−3, 6−1           |
| Guanyadora | 25.  | 31 de juliol de 1995   | San Diego, Estats Units         | Dura         | Lisa Raymond              | 6−2, 6−0           |
| Guanyadora | 26.  | 7 d'agost de 1995      | Manhattan Beach, Estats Units   | Dura         | Chanda Rubin              | 4−6, 6−1, 6−3      |
| Finalista  | 11.  | 16 de març de 1996     | Indian Wells, Estats Units      | Dura         | Steffi Graf               | 6−7(5), 6−7(5)     |
| Finalista  | 12.  | 29 d'abril de 1996     | Hamburg                         | Terra batuda | Arantxa Sánchez Vicario   | 6−4, 6−7(4), 0−6   |
| Guanyadora | 27.  | 6 de maig de 1996      | Roma (4)                        | Terra batuda | Martina Hingis            | 6−2, 6−3           |
| Guanyadora | 28.  | 28 d'octubre de 1996   | Moscou, Rússia                  | Moqueta      | Barbara Paulus            | 6−1, 4−6, 6−4      |
| Finalista  | 13.  | 11 de maig de 1997     | Roma                            | Terra batuda | Mary Pierce               | 4−6, 0−6           |
| Finalista  | 14.  | 27 de juliol de 1997   | Stanford, Estats Units          | Dura         | Martina Hingis            | 0−6, 2−6           |
| Finalista  | 15.  | 31 de gener de 1998    | Open d'Austràlia, Austràlia     | Dura         | Martina Hingis            | 3−6, 3−6           |
| Finalista  | 16.  | 12 d'abril de 1998     | Amelia Island                   | Terra batuda | Mary Pierce               | 7−6(8), 0−6, 2−6   |
| Guanyadora | 29.  | 11 de maig de 1998     | Berlín, Alemanya                | Terra batuda | Amélie Mauresmo           | 6−4, 6−4           |
| Guanyadora | 30.  | 30 de juliol de 1998   | Varsòvia, Polònia               | Terra batuda | Silvia Farina Elia        | 6−0, 6−3           |
| Guanyadora | 31.  | 30 de juliol de 1999   | Sopot, Polònia                  | Terra batuda | Karina Habšudová          | 6−1, 6−1           |
| Finalista  | 17.  | 3 de gener de 2000     | Gold Coast, Austràlia           | Dura         | Silvija Talaja            | 0−6, 6−0, 4−6      |
| Finalista  | 18.  | 12 d'abril de 1998     | Amelia Island (2)               | Terra batuda | Monica Seles              | 3−6, 2−6           |
| Guanyadora | 32.  | 8 de maig de 2000      | Berlín (2)                      | Terra batuda | Amanda Coetzer            | 6−0, 6−3           |
| Finalista  | 19.  | 10 de juny de 2000     | Roland Garros, França           | Terra batuda | Mary Pierce               | 2−6, 5−7           |
| Finalista  | 20.  | 29 de setembre de 2002 | Bali, Indonèsia                 | Dura         | Svetlana Kuznetsova       | 6−3, 6−7(5), 5−7   |
| Finalista  | 21.  | 21 de juny de 2003     | Eastbourne, Regne Unit          | Gespa        | Chanda Rubin              | 4−6, 6−3, 4−6      |
| Finalista  | 22.  | 12 d'abril de 2004     | Charleston, Estats Units        | Terra batuda | Venus Williams            | 6−2, 2−6, 1−6      |
| Guanyadora | 33.  | 31 de gener de 2005    | Pattaya, Tailàndia              | Dura         | Anna-Lena Grönefeld       | 6−3, 3−6, 6−3      |

### Dobles femenins: 41 (13−28)
| Llegenda                     |
| ---------------------------- |
| Grand Slam (0−2)             |
| Jocs Olímpics Argent (2)     |
| Jocs Olímpics Bronze (1)     |
| WTA Tour Championships (0−0) |
| Tier I (5−9)                 |
| Tier II (5−10)               |
| Tier III (2−3)               |
| Tier IV (0−1)                |
| Tier V (1−1)                 |

| Títols per superfície |
| --------------------- |
| Dura (6−12)           |
| Gespa (0−0)           |
| Terra batuda (7−12)   |
| Moqueta (0−4)         |

| Resultat   | Núm. | Data                   | Torneig                           | Superfície   | Parella                 | Oponents en la final                        | Marcador         |
| ---------- | ---- | ---------------------- | --------------------------------- | ------------ | ----------------------- | ------------------------------------------- | ---------------- |
| Guanyadora | 1.   | 8 d'agost de 1988      | Sofia, Bulgària                   | Dura (i)     | Barbara Paulus          | Sabrina Goleš Katerina Maleeva              | 1−6, 6−1, 6−4    |
| Finalista  | 1.   | 17 de juliol de 1989   | Estoril, Portugal                 | Terra batuda | Gabriela Castro         | Iva Budařová Regina Rajchrtová              | 2−6, 4−6         |
| Finalista  | 2.   | 2 de març de 1992      | Boca Raton, Estats Units          | Dura         | Linda Wild              | Larisa Neiland Natasha Zvereva              | 2−6, 2−6         |
| Guanyadora | 2.   | 20 d'abril de 1992     | Barcelona, Espanya                | Terra batuda | Arantxa Sánchez Vicario | Nathalie Tauziat Judith Wiesner             | 6−4, 6−1         |
| Finalista  | 3.   | 25 de maig de 1992     | Roland Garros, França             | Terra batuda | Arantxa Sánchez Vicario | Gigi Fernández Natasha Zvereva              | 3−6, 2−6         |
| Finalista  | 4.   | 28 de juliol de 1992   | Jocs Olímpics, Barcelona, Espanya | Terra batuda | Arantxa Sánchez Vicario | Mary Joe Fernández Gigi Fernández           | 5−7, 6−2, 2−6    |
| Finalista  | 5.   | 24 d'agost de 1992     | San Diego, Estats Units           | Dura         | Mercedes Paz            | Jana Novotná Larisa Neiland                 | 1−6, 4−6         |
| Finalista  | 6.   | 19 d'octubre de 1992   | Brighton, Regne Unit              | Moqueta      | Radka Zrubáková         | Jana Novotná Larisa Neiland                 | 4−6, 1−6         |
| Finalista  | 7.   | 15 de novembre de 1992 | Filadèlfia, Estats Units          | Moqueta      | Mary Pierce             | Gigi Fernández Natasha Zvereva              | 1−6, 3−6         |
| Guanyadora | 3.   | 4 de gener de 1993     | Brisbane, Austràlia               | Dura         | Larisa Neiland          | Kimberly Po Shannan McCarthy                | 6−2, 6−2         |
| Finalista  | 8.   | 22 de febrer de 1993   | Linz, Àustria                     | Moqueta      | Judith Wiesner          | Eugenia Maniokova Leila Meskhi              | Renúncia         |
| Guanyadora | 4.   | 25 d'abril de 1993     | Barcelona (2)                     | Terra batuda | Arantxa Sánchez Vicario | Magdalena Maleeva Manuela Maleeva-Fragniere | 4−6, 6−1, 6−0    |
| Finalista  | 9.   | 14 de novembre de 1993 | Filadèlfia (2)                    | Moqueta      | Larisa Neiland          | Manon Bollegraf Katrina Adams               | 2−6, 6−4, 6−7(7) |
| Finalista  | 10.  | 25 de juliol de 1994   | Stratton Mountain, Estats Units   | Dura         | Arantxa Sánchez Vicario | Pam Shriver Elizabeth Smylie                | 6−7(4), 6−2, 5−7 |
| Finalista  | 11.  | 7 de maig de 1995      | Hamburg, Alemanya                 | Terra batuda | Patricia Tarabini       | Gigi Fernández Martina Hingis               | 2−6, 3−6         |
| Finalista  | 12.  | 14 de maig de 1995     | Roma, Itàlia                      | Terra batuda | Patricia Tarabini       | Gigi Fernández Natalia Zvereva              | 6−3, 6−7(3), 4−6 |
| Guanyadora | 5.   | 19 d'agost de 1996     | San Diego                         | Dura         | Gigi Fernández          | Arantxa Sánchez Vicario Larisa Neiland      | 4−6, 6−3, 6−4    |
| Finalista  | 13.  | 11 de maig de 1997     | Roma (2)                          | Terra batuda | Patricia Tarabini       | Nicole Arendt Manon Bollegraf               | 2−6, 4−6         |
| Finalista  | 14.  | 27 de juliol de 1997   | Stanford, Estats Units            | Dura         | Patricia Tarabini       | Lindsay Davenport Martina Hingis            | 1−6, 3−6         |
| Guanyadora | 6.   | 5 d'abril de 1998      | Hilton Head, Estats Units         | Terra batuda | Patricia Tarabini       | Lisa Raymond Rennae Stubbs                  | 3−6, 6−4, 6−4    |
| Guanyadora | 7.   | 5 d'abril de 1999      | Amelia Island, Estats Units       | Terra batuda | Patricia Tarabini       | Lisa Raymond Rennae Stubbs                  | 7−5, 0−6, 6−4    |
| Guanyadora | 8.   | 26 de setembre de 1999 | Tòquio, Japó                      | Dura         | Patricia Tarabini       | Amanda Coetzer Jelena Dokić                 | 6−7(5), 6−4, 6−2 |
| Finalista  | 15.  | 23 d'abril de 2000     | Hilton Head                       | Terra batuda | Patricia Tarabini       | Virginia Ruano Pascual Paola Suárez         | 5−7, 3−6         |
| Guanyadora | 9.   | 14 de maig de 2000     | Berlín, Alemanya                  | Terra batuda | Arantxa Sánchez Vicario | Corina Morariu Amanda Coetzer               | 3−6, 6−2, 7−6(7) |
| Guanyadora | 10.  | 15 d'abril de 2001     | Amelia Island (2)                 | Terra batuda | Patricia Tarabini       | Martina Navrátilová Arantxa Sánchez Vicario | 6−4, 6−2         |
| Finalista  | 16.  | 28 de maig de 2001     | Roland Garros (2)                 | Terra batuda | Jelena Dokić            | Virginia Ruano Pascual Paola Suárez         | 2−6, 1−6         |
| Finalista  | 17.  | 7 d'abril de 2002      | Sarasota, Estats Units            | Terra batuda | Els Callens             | Jelena Dokić Elena Likhovtseva              | 7−6(5), 3−6, 3−6 |
| Finalista  | 18.  | 19 de maig de 2002     | Roma (3)                          | Terra batuda | Patricia Tarabini       | Virginia Ruano Pascual Paola Suárez         | 3−6, 4−6         |
| Finalista  | 19.  | 28 de juliol de 2002   | Stanford (2)                      | Dura         | Janette Husárová        | Rennae Stubbs Lisa Raymond                  | 1−6, 1−6         |
| Finalista  | 20.  | 12 de gener de 2003    | Sydney, Austràlia                 | Dura         | Rennae Stubbs           | Kim Clijsters Ai Sugiyama                   | 3−6, 3−6         |
| Finalista  | 21.  | 13 d'abril de 2003     | Charleston (2)                    | Terra batuda | Janette Husárová        | Virginia Ruano Pascual Paola Suárez         | 0−6, 3−6         |
| Guanyadora | 11.  | 28 de febrer de 2004   | Dubai, Emirats Àrabs Units        | Dura         | Janette Husárová        | Svetlana Kuznetsova Elena Likhovtseva       | 6−0, 1−6, 6−3    |
| Finalista  | 22.  | 5 de març de 2004      | Doha, Qatar                       | Dura         | Janette Husárová        | Svetlana Kuznetsova Elena Likhovtseva       | 6−7(4), 2−6      |
| Finalista  | 23.  | 3 de maig de 2004      | Berlín                            | Terra batuda | Janette Husárová        | Nàdia Petrova Meghann Shaughnessy           | 2−6, 6−2, 1−6    |
| Finalista  | 24.  | 19 de juliol de 2004   | Los Angeles, Estats Units         | Dura         | Virginia Ruano Pascual  | Nàdia Petrova Meghann Shaughnessy           | 7−6(2), 4−6, 3−6 |
| Finalista  | 25.  | 22 d'agost de 2004     | Jocs Olímpics, Atenes, Grècia     | Dura         | Virginia Ruano Pascual  | Sun Tiantian Li Ting                        | 3−6, 3−6         |
| Guanyadora | 12.  | 17 d'abril de 2005     | Charleston                        | Terra batuda | Virginia Ruano Pascual  | Iveta Benešová Květa Peschke                | 6−1, 6−4         |
| Guanyadora | 13.  | 7 d'agost de 2005      | San Diego (2)                     | Dura         | Virginia Ruano Pascual  | Daniela Hantuchová Ai Sugiyama              | 6−7(7), 6−1, 7−5 |
| Finalista  | 26.  | 15 d'agost de 2005     | Toronto, Canadà                   | Dura         | Virginia Ruano Pascual  | Anna-Lena Grönefeld Martina Navrátilová     | 7−5, 3−6, 4−6    |
| Finalista  | 27.  | 9 d'octubre de 2005    | Bangkok, Tailàndia                | Dura         | Virginia Ruano Pascual  | Shinobu Asagoe Gisela Dulko                 | 1−6, 5−7         |
| Finalista  | 28.  | 30 d'octubre de 2005   | Linz, Àustria                     | Dura (i)     | Virginia Ruano Pascual  | Gisela Dulko Květa Peschke                  | 2−6, 3−6         |

## Trajectòria

### Individual
| Torneig | 1988  | 1989  | 1990  | 1991  | 1992  | 1993  | 1994  | 1995  | 1996  | 1997  | 1998  | 1999  | 2000  | 2001  | 2002  | 2003  | 2004  | 2005  | Total G/P |
| --- | ----- | ----- | ----- | ----- | ----- | ----- | ----- | ----- | ----- | ----- | ----- | ----- | ----- | ----- | ----- | ----- | ----- | ----- | --------- |
| Grand Slams |       |       |       |       |       |       |       |       |       |       |       |       |       |       |       |       |       |       |           |
| Obert d'Austràlia | A     | 2R    | A     | A     | 4R    | 4R    | QF    | SF    | QF    | 4R    | F     | 3R    | SF    | 2R    | 2R    | 1R    | 1R    | 1R    | 0 / 15    |
| Roland Garros | 4R    | QF    | QF    | QF    | QF    | QF    | SF    | SF    | SF    | 4R    | 4R    | QF    | F     | 3R    | 2R    | QF    | 2R    | 1R    | 0 / 18    |
| Wimbledon | A     | A     | A     | A     | 2R    | SF    | G     | SF    | 4R    | 3R    | 3R    | 3R    | 2R    | QF    | 3R    | 3R    | 1R    | 3R    | 1 / 14    |
| US Open | 1R    | 4R    | 3R    | QF    | 1R    | 4R    | 3R    | SF    | SF    | 3R    | 4R    | 4R    | 3R    | A     | 2R    | 2R    | 1R    | 1R    | 0 / 17    |
| SR | 0 / 2 | 0 / 3 | 0 / 2 | 0 / 2 | 0 / 4 | 0 / 4 | 1 / 4 | 0 / 4 | 0 / 4 | 0 / 4 | 0 / 4 | 0 / 4 | 0 / 4 | 0 / 3 | 0 / 4 | 0 / 4 | 0 / 4 | 0 / 4 | 1 / 64    |
| WTA Tour Championships                                                                                               | A     | 1R    | QF    | 1R    | QF    | QF    | QF    | QF    | QF    | 1R    | 1R    | 1R    | QF    | A     | A     | A     | A     | A     | 0 / 12    |
| WTA Tier I |       |       |       |       |       |       |       |       |       |       |       |       |       |       |       |       |       |       |           |
| Tòquio | A     | A     | A     | A     | A     | A     | A     | QF    | SF    | QF    | A     | A     | A     | A     | A     | A     | A     | A     | 0 / 3     |
| Indian Wells | A     | A     | 4R    | A     | F     | A     | A     | QF    | F     | QF    | QF    | 3R    | QF    | 2R    | 2R    | SF    | QF    | QF    | 0 / 13    |
| Miami | A     | A     | SF    | A     | A     | A     | A     | A     | A     | A     | 4R    | 3R    | 4R    | A     | 2R    | A     | A     | A     | 0 / 5     |
| Charleston | A     | A     | QF    | A     | F     | A     | G     | G     | SF    | SF    | 2R    | 3R    | SF    | SF    | 2R    | 3R    | F     | 1R    | 2 / 14    |
| Berlín | A     | A     | QF    | A     | A     | SF    | A     | A     | A     | 3R    | G     | 3R    | G     | QF    | 2R    | 1R    | 1R    | 3R    | 2 / 11    |
| Roma | A     | A     | QF    | SF    | A     | G     | G     | G     | G     | F     | 3R    | 3R    | A     | SF    | 2R    | QF    | 3R    | QF    | 4 / 14    |
| San Diego | A     | A     | A     | SF    | F     | SF    | SF    | G     | SF    | QF    | 2R    | 1R    | QF    | A     | 3R    | 2R    | 3R    | 1R    | 1 / 14    |
| Mont-real/Toronto | A     | A     | A     | A     | A     | A     | A     | A     | A     | SF    | QF    | 3R    | SF    | A     | A     | A     | A     | 3R    | 0 / 5     |
| Moscou | A     | A     | A     | A     | A     | A     | A     | A     | G     | SF    | QF    | 1R    | A     | A     | A     | A     | A     | A     | 1 / 4     |
| Zuric | SF    | A     | A     | A     | A     | A     | A     | A     | 2R    | A     | 2R    | A     | A     | A     | SF    | 1R    | A     | 1R    | 0 / 6     |
| Estadístiques |       |       |       |       |       |       |       |       |       |       |       |       |       |       |       |       |       |       |           |
| Torneigs guanyats | 1     | 3     | 3     | 3     | 1     | 5     | 4     | 6     | 2     | 0     | 2     | 1     | 1     | 0     | 0     | 0     | 0     | 1     | 33        |
| Rànquing a final d'any                                                                                               | 40    | 7     | 11    | 9     | 8     | 4     | 3     | 2     | 5     | 12    | 8     | 15    | 5     | 35    | 34    | 18    | 42    | 32    | N/A       |
| Llegenda: G: Guanyadora F: Finalista SF: Semifinalista QF: Quarts de final Q: Qualificació A: Absent RR: Round Robin |       |       |       |       |       |       |       |       |       |       |       |       |       |       |       |       |       |       |           |

### Dobles femenins
| Obert d'Austràlia | A           | A           | A           | A  | QF          | 3R          | 3R          | 3R | QF          | SF          | 1R          | 2R | 1R          | SF          | QF          | 3R | 1R | 0 / 13 |
| Roland Garros | A           | 3R          | A           | F  | QF          | 1R          | 3R          | 3R | QF          | QF          | 3R          | QF | F           | 1R          | 1R          | QF | 1R | 0 / 15 |
| Wimbledon | A           | A           | A           | 2R | A           | 1R          | QF          | 3R | 1R          | 1R          | 2R          | 2R | 3R          | 3R          | QF          | 3R | 3R | 0 / 13 |
| US Open | 1R          | A           | 2R          | 3R | A           | 3R          | QF          | 3R | QF          | 1R          | 3R          | QF | 1R          | 3R          | QF          | QF | SF | 0 / 15 |
| WTA Tour Championships                                                                                               | A           | A           | A           | A  | A           | A           | QF          | A  | QF          | QF          | QF          | A  | A           | A           | A           | A  | SF | 0 / 5  |
| Jocs Olímpics | No celebrat | No celebrat | No celebrat | F  | No celebrat | No celebrat | No celebrat | 3a | No celebrat | No celebrat | No celebrat | 2R | No celebrat | No celebrat | No celebrat | F  | NC | 0 / 4  |
| Llegenda: G: Guanyadora F: Finalista SF: Semifinalista QF: Quarts de final Q: Qualificació A: Absent RR: Round Robin |             |             |             |    |             |             |             |    |             |             |             |    |             |             |             |    |    |        |

## Guardons
- WTA Coach of the Year: 2021[2]